# シソワット
シソワット（クメール語: ព្រះបាទស៊ីសុវតិ្ថ / Preah Bat Somdech Preah Sisowath Chom Chakrapong Harireach Borominthor Puvanai Kraikeofa Sulalai, 1840年9月7日 - 1927年8月9日）はカンボジア国王（在位：1904年4月27日 - 1927年8月9日）。

## 生涯
アン・ドゥオン王の子として生まれ、初めは名をアン・サルといった。異母兄弟にノロドム（アン・ヴァティー）、アン・シヴォタがいる。シソワットの生まれた当時、カンボジアはシャムとベトナムにより支配されており、彼を含むカンボジア王族はシャムで暮らしていた。シソワットはバンコクで教育を受け、父アン・ドゥオン王が崩御した1860年まで、カンボジアに戻ることはなかった。
新しく即位した兄のノロドム王に対し、王位を狙うシヴォタは不満を持ち、1861年に反乱を起こした。この報を受けてシソワットは急遽帰国し、反乱の鎮圧にあたった。シャムに逃れていたノロドム王は翌年、シャムに擁立される形で復帰したが、シャムの過度な干渉を嫌った王は、インドシナ半島への覇権を狙うフランスに保護を要請した。メコン川での安定した航行を望むフランスは、カンボジアの混乱を抑える目的もあり、1863年にノロドム王との間に保護条約を結んだ。1867年に至って、シャムもフランスによる保護国化を認めた。
この一連の動きにシソワットは激怒し、1864年、彼は出国してサイゴンに居住した。しかし、サイゴンもフランスの植民地支配下にあり、フランス人は彼に、彼の身が反国王派に狙われていると告げ、フランスの保護下に留まるよう説得した。フランスはシソワットをノロドム王を牽制するための道具として利用しようとしていた。もしノロドム王がフランスに従順でない場合、すぐにシソワットと交代させるつもりであった。
1867年、カンボジアではフランスの支配に反対する各勢力による反乱が相次いでいた。ノロドム王の要請により帰国したシソワットは反乱の鎮静化に努めた。同年、首都がウドンからプノンペンへ移転している。
1887年、カンボジアはフランス領インドシナに編入され、1893年にはシャムとフランスの間で紛争（パークナム事件）が起きたのを機に、シャムから領土の一部の割譲を受けるなどの動きがあった。この間、シソワットはフランスの植民地支配に協力的な姿勢をとり、フランスによってシソワットはノロドム王の有力な後継者とみなされるようになっていた。

1904年、ノロドム王が崩御した後、シソワットはノロドム王の息子ユカントール王子と王位を争ったが、大臣や仏教指導者などで構成される王室評議会はシソワットを新国王に推戴した。即位したシソワット王は引き続きフランスに協力的で、これに報いるため、フランスは王のために新しい宮殿や蒸気船などを建造した。
一方、近代化にも意欲的で、高齢にもかかわらず、即位後まもなくフランスを訪問して政治制度を視察した他、当時の国内で最高学府とされたリセ・シソワットを初めとする各種学校や図書館を建設させた。また、シソワット王の治世に、国内全土の道路網が整備された。
1927年、シソワット王はプノンペンで崩御し、息子のシソワット・モニヴォン王子が後継国王に即位した。

## エピソード
当時のカンボジアでは、国民が国王の前に出ている間、跪いて頭を地面に付けていなくてはならなかったが、シソワット王はこの習慣を廃止した。以後、国民は国王の顔を見られるようになったという。